# もりたかお
もり たかお（もり たかお、1974年7月3日 - ）は、日本の俳優である。旧芸名は、金時むすこ。福岡県大牟田市出身。

## 略歴
2002年、映画「銀の男 六本木ホスト伝説」で芸名 金時むすことして俳優デビュー。
芸名の由来は、箱根は足柄・金時山の山頂の茶屋を切り盛りされている「金時娘」さんから頂いた。
芸名の名付け親は、俳優の先輩である、永倉大輔である。
強制的にプロフィールが本名から金時むすこに変更された事が功を奏したのか、オーディションに呼ばれるようになり、仕事に繋がった。
金時山には、登山を重ねて、「金時娘」さん、ご本人から芸名の許可を頂いてる。登頂の際には、芸名にて記帳している。
映像を中心に、テレビドラマ、映画、舞台など多方面にて活動していたが、2021年3月末日をもって、リガメントを退社し、フリーランスとなる。
2021年12月1日より、舞夢プロ所属となる。
現在は、もりたかおとして活動中。

## 人物
身長170cm、体重83kg。靴のサイズは26.5cm。
趣味は料理。特技はエレキギター。
福岡県大牟田市に生まれる。
小学生の頃に、水曜スペシャル・川口浩探検隊に夢中になり、どうしたら世界中を飛び回り、テレビの世界に行けるのかと考えていた。
更に、TBS系列で1984年に放送された、小学校を舞台とする学園ドラマ『うちの子にかぎって…』に影響を受け、芸能界に憧れる。
中学生になり、バンドブーム到来。
当初は仲間内で集まり、BOØWY/BOØWYやBUCK-TICKのコピーに夢中になる。
その後、邦楽からヘヴィメタルに夢中になり、音楽雑誌「YOUNG GUITAR」を愛読し、速弾きの練習に明け暮れた。
高校で、日々の各科目の自習の取り組む時間を担任に提出しなくてはいけなかったのだが、その他の欄にギター練習1日8時間と記入した為、担任に叱られた。
当時大好きなエクストリーム (バンド)のギタリスト、ヌーノ・ベッテンコートにかなり影響を受けていた。
芸能界に入りたくて、スタジオミュージシャンを夢みて上京を目指していたが、大学受験に失敗し、一浪する。
翌年、電気通信大学に入学。
入学後、音楽サークルに没頭。学業が疎かになり除籍。
アルバイトを転々とする中、周りの環境に役者が多く、25歳の時に役者に転向する。弟の演劇活動に更に影響を受け、現在に至る。
私生活では、離婚歴あり。実息子がいる。

## 出演（芸名・金時むすこ）

### 映画
- 銀の男 六本木ホスト伝説（2002年1月19日公開、高橋玄監督） - 兵頭
- アンフェア the movie（2007年3月17日公開、小林義則監督、東宝） - 捜査員
- Beauty うつくしいもの（2008年5月10日公開、後藤俊夫監督、ジョリー・ロジャー） - 兵隊
- 築地魚河岸三代目（2008年6月7日公開、松原信吾監督、松竹） - 鮭屋店員
- 私は貝になりたい（2008年11月22日、福澤克雄監督、東宝） - 戦犯容疑者
- 喧嘩高校軍団 特攻!國士義塾VS朝高（2009年4月18日公開、金丸雄一監督、ブルー・カウボーイ）- 坂上
- Cut（2011年11月17日公開、アミール・ナデリ監督、ビターズ・エンド） - 組員
- 罪と罰（2011年公開、ガッツ石松総監督） - やまちゃん
- 夢売るふたり（2012年9月8日公開、西川美和監督、アスミック・エース） - 常連客
- 喰女〜クイメ〜（2014年8月23日公開、三池崇史監督、東映） - 向山信也
- エイプリルフールズ（2015年4月1日公開、石川淳一監督、東宝） - 風俗客
- 図書館戦争 THE LAST MISSION（2015年10月10日公開、佐藤信介監督、東宝）
- 陽光桜（2015年11月14日公開、高橋玄監督、GRAND KAFE PICTURES）
- あやしい彼女（2016年4月1日公開、水田伸生監督、松竹） - ライブハウスの客
- ダウト〜嘘つきオトコは誰?〜（2019年10月4日公開、永江二朗監督、ボルピクチャーズ)　- お見合い相手
- 魔睡（2019年5月17日公開、倉本和人監督、アイモーション) - 杉村茂
- スーパーミキンコリニスタ（2020年10月10日公開、PFFアワード2019 第41回出品作品 エンタテインメント賞・ジェムストーン賞 受賞、草場尚也監督)　- 伊良林邦夫
- マーブリングマイマイ（佐藤有一朗監督） - 不動産屋

### テレビドラマ
- 海猿 UMIZARU EVOLUTION （2005年7月‐9月、フジテレビ） - ながれ乗組員 ※レギュラー
- アンフェア （2006年1月‐3月、フジテレビ） - 捜査員 ※レギュラー
- Ns'あおいSP（2006年9月26日、フジテレビ） - 大部屋患者
- 今週、妻が浮気します　第10話 （2007年1月16日‐、フジテレビ） - 新婚夫
- ゾウのはな子 （2007年8月4日、フジテレビ） - 飼育員
- パズル 第9話（2008年6月13日、テレビ朝日） - TVスタッフ
- セレブと貧乏太郎 （2008年10月‐12月、フジテレビ） - 銭湯店主 ※レギュラー
- CSウルトラ劇場「ウルトラ情報局」『カネゴン』（2008年、ファミリー劇場） - 加根田金男
- コールセンターの恋人 第10話（2009年9月11日、テレビ朝日） - チンピラ
- アンタッチャブル 第6話（2009年11月20日、テレビ朝日） - 観客
- 坂の上の雲（2009年11月29日-2011年12月25日、NHK） - 水兵
- 連続テレビ小説（NHK）
  - ゲゲゲの女房（2010年） - ラーメン屋の客
  - あまちゃん（2013年） - 演歌歌手（スチール出演）
- 嬢王 Virgin 最終回（2009年12月18日、テレビ東京） - 常連客
- サラリーマン金太郎2 第5・6話（2010年2月5日・12日、テレビ朝日） - 所員
- 天装戦隊ゴセイジャー 第21話（2010年7月4日、テレビ朝日） - 運転手
- もやしもん （2010年7月‐9月、フジテレビ） - 骨川 ※準レギュラー
- 逃亡者PLAN B  第4話（2010年9月29日 - 、KBS第2) - 舞台監督
- 闇金ウシジマくん 第4話（2010年10月-12月、TBS・MBS） - 債務者
- URAKARA 第7話（2011年2月25日、テレビ東京） - 八百屋
- 四つ葉神社ウラ稼業 失恋保険〜告らせ屋〜 第4話（2011年4月-6月,YTV） - 田中幸雄
- 絶対零度〜特殊犯罪潜入捜査〜 第3話（2011年7月26日、フジテレビ） - 居酒屋店員
- ビューティフルレイン （2012年7月‐9月、フジテレビ） - 松山昇 ※レギュラー
- dinner 最終話 （2013年1月13日、フジテレビ） - 肉屋店主
- 仮面ライダーウィザード 第26話（2013年3月10日、テレビ朝日） - 警官
- SUMMER NUDE （2013年7月‐9月、フジテレビ） -　金高ムツオ(金高青果店店主) ※レギュラー
- 僕のいた時間 第2話 （2014年1月15日、フジテレビ） - 松島博貴
- 森光子を生きた女 〜日本一愛されたお母さんは、日本一寂しい女だった〜 （2014年5月9日、フジテレビ） -　牧田
- ほっとけない魔女たち 第11話（2014年9月1日、東海テレビ・フジテレビ系列） -　長野
- マルモのおきてスペシャル2（2014年9月28日、フジテレビ） -　中年男
- リーガルハイ スペシャル （2014年11月22日、フジテレビ） -　高木健太
- 銭の戦争 第2話（2015年1月6日、フジテレビ） -　肉屋店主
- デート〜恋とはどんなものかしら〜 第3話（2015年1月19日、フジテレビ） -　浅井
- ○○妻 第10話（2015年3月18日、日本テレビ） - 引っ越し業者
- ミステリなふたり 第10話（2015年4月14日、YTV） -　児玉宗雄
- アイムホーム 第4話（2015年4月16日、テレビ朝日） - 常連客
- ドS刑事 第4話（2015年5月2日、日本テレビ） - 神崎学
- HEAT 第1話（2015年7月7日、関西テレビ） -　犬飼
- 初森ベマーズ 第1話（2015年7月11日、テレビ東京） - 小河内
- 花咲舞が黙ってない（第2シリーズ） 第5話（2015年8月5日、日本テレビ） - 高岡涼介
- 偽装の夫婦 第1話-第2話（2015年10月7日 - 14日、日本テレビ） - 隣人夫婦
- 掟上今日子の備忘録 第3話（2015年10月24日、日本テレビ） - 灘野銘（ハローワーク台東の職員）
- ウルトラマンX 第17話（2015年11月17日、テレビ東京） - ショッピングモール店員
- 釣りバカ日誌〜新入社員 浜崎伝助〜 第5話（2015年11月20日、テレビ東京） - 黒服
- 早子先生、結婚するって本当ですか?（2016年4月‐6月、フジテレビ） - 担当教師 ※レギュラー
- キャリア〜掟破りの警察署長〜 第1話 （2016年10月9日、フジテレビ） - バス運転手
- 櫻子さんの足下には死体が埋まっている 第9話 （2017年4月23日、フジテレビ） - 岡田（哲哉の同級生）
- ファイナルファンタジーXIV 光のお父さん 第5話 （2017年5月6日、TBS・MBS） - 蕎麦屋店主
- 西村京太郎サスペンス鉄道捜査官 第17作（2017年6月11日、テレビ朝日） - 上田駅駅長
- 警視庁いきもの係 第2話 （2017年7月9日、フジテレビ） - 森本
- ウチの夫は仕事ができない 第8話（2017年7月8日、日本テレビ） - 不動産屋
- 僕たちがやりました 第7話（2017年7月18日、日本テレビ） - 警備員
- 全力失踪 第2話 （2017年9月3日、NHK BSプレミアム） - 刑事
- 逆転人生 〜突然 借金40億円 サラリーマンが返済できた理由〜 （2017年、NHK BSプレミアム） - 店長
- anone 第4話（2018年1月31日、日本テレビ） - 本田
- 科捜研の女SEASON17 第10話（2018年1月25日、テレビ朝日） - 中田光夫
- 魔法×戦士 マジマジョピュアーズ! 第3話（2018年4月1日、テレビ東京）- アシスタント
- バカボンのパパよりバカなパパ 第2話（2018年6月30日、NHK） - 社員
- 駐在刑事Season1 第2話（2018年10月19日、テレビ東京）- 安藤直人
- 3年A組-今から皆さんは、人質です-（2019年1月 - 3月、日本テレビ） - 保護者 ※準レギュラー
- 白衣の戦士! 第3話 （2019年4月10日、日本テレビ） - 井上
- 東京独身男子 （2019年4月-6月、テレビ朝日） - 小川雄太(太郎の同僚) ※準レギュラー
- ケイジとケンジ〜所轄と地検の24時〜 第6話（2020年2月20日、テレビ朝日） - 澤善治郎
- 地獄のガールフレンド 第4・9話 （2020年4月6日 ‐ 、フジテレビ） - スーツの男
- 女子グルメバーガー部 第1話（2020年7月11日、テレビ東京）- 喫茶店店長
- ドラマスペシャル 黒革の手帖～拐帯行～（2021年1月7日、テレビ朝日） - 不動産屋

### TV
- 痛快TV スカッとジャパン（フジテレビ）

### CM
- ハウス食品「唐辛子の力（新発売通勤パレード篇）」（2011年）
- 日本コカ・コーラ「ジョージア～男ですみません～（サマー篇）」（2011年）
- 「プラスワンインターナショナル（会社篇）」（2012年） -  課長
- 宝酒造 「松竹梅（2013年、よろこびをごいっしょに篇）」（2013年）
- サッポロビール 「極ZERO (世界初の新ジャンル篇)」（2013年）
- サッポロビール 「極ZERO (飲み会篇)」（2013年）
- サッポロビール 「極ZERO (銭湯篇)」（2014年）
- サッポロビール 「極ZERO（お待たせしました篇）」（2014年）
- ショップジャパン 「トゥルースリーパー（高反発篇）」（2014年）
- サッポロビール 「極ZERO（ゼロにしちゃう会篇）」（2016年）
- 岩手銀行
- サッポロビール 「極ZERO（すっごく、ゼロ！篇）」（2015年）
- マルコメ 「ダイズラボ 大豆のお肉を使ってみた！篇」（2016年）
- ケイ・オプティコム 関西電力 「mineo 新しいフツーパケット篇」（2017年）
- 任天堂3DS 「百ますドラ算 のび太のタイムバトル ですます親子篇」（2016年）
- サントリー 「新澄みわたる梅酒web限定CM」（2017年）
- セキスイハイム東海 「ドリームハイム全シリーズ」（2017年11月～2018年7月）
- ライオン ソフラン「とことん消臭／宣言篇」（2017年）
- ライオン ソフラン「冬もとことん／クリスマス篇」（2017年）

### 広告
- 西友 - 将軍「家安」
- 高橋書店

### 舞台
- 「渇いた太陽」（水上竜士演出）
- 「壊れゆく時を越えて」（水上竜士演出）
- 「シカツシルベ」（桑原太一演出）
- 「最初に見た人最後に見る人」（永倉大輔演出）

### Vシネマ
- 実録・大日本平和会 極道・平田勝市 神戸入門編（2004年）
- 群狼の伝説- 野中武志
- 首都圏からややはずれた海岸物語（2009年） - カメラマン助手
- 新・野望の軍団1（2011年） - ノナカタケシ
- 首領の道1（2011年） - 制服警官
- 武闘派（2012年）
- CONFLICT 〜最大の抗争〜 第七章（2019年） - 鷲尾組組員 平賀太蔵
- 日本統一外伝 〜山崎一門〜1,2（2020年）- 青山

### MV
- イハラカンタロウ「湯舟」2020年

### PV
- 「AK-69」2014年日本武道館ライブ内

### 雑誌
- てれびくん「カネゴン（クリスマス篇）」2011年1月号

### その他
- TBSラジオ ラジオドラマ トヨタプレゼンツ 秋元康のドラマティックドライブ〜いつも誰かと〜
- 警視庁 VP
- LISMOドラマ「Replay&Destroy」 1話 - 警官
- NTTファンプラスWEBムービー
- 日本エコシステムDVD
- ロッテホカロン サラリーマン部隊
- 富士山のバナジウム天然水PV

## 出演（芸名・もりたかお）

### 映画
- ひみつきちのつくりかた（2025年8月1日公開、板橋知也監督・脚本、emirheart製作）- 工藤哲治 ※SKIPシティ国際Dシネマ映画祭 2025 観客賞受賞

### テレビドラマ
- ドクターホワイト 第10話（2022年3月21日、関西テレビ） - 患者
- 全力!クリーナーズ 第4・5・6話（2022年5月8日・15日・22日、ABCテレビ） - サラリーマン
- 忍者に結婚は難しい 第5話（2023年2月2日、フジテレビ） - 保険外交員 山田
- 連続テレビ小説（NHK）
  - らんまん第15回・第64回（2023年4月21日・6月29日） - 牛鍋屋の客
- 連続ドラマW フィクサー Season2 第1話（2023年7月9日、WOWOW） - 記者
- あたりのキッチン! 第1話・11話（2023年10月14日・23日、東海テレビ・フジテレビ系列）- 阿吽の常連客
- 推しを召し上がれ〜広報ガールのまろやかな日々〜 第3話（2024年1月24日、テレビ東京）- 乳酸菌
- 不適切にもほどがある! 第10話（2024年3月29日、TBS）- 同僚教師
- Shrink〜精神科医ヨワイ〜 第2話（2024年9月7日、NHK総合・BSプレミアム4K）- リベラの隣の人
- 若草物語-恋する姉妹と恋せぬ私- 第2話（2024年10月13日、日本テレビ）- 総務部社員
- それぞれの孤独のグルメ 第9話（2024年11月29日、テレビ東京）- 業者
- 浅草ラスボスおばあちゃん 第3話（2025年7月19日、東海テレビ・フジテレビ系列） - 浅草の住人 役[3]

### 配信ドラマ
- 目の毒すぎる職場のふたり（2022年11月4日〜、日本テレビ、Hulu） - 居酒屋店主 ※準レギュラー
- こんなに元妻を溺愛するなんて（2025年2月20日〜、ShortMax） - 部長・高島

### TV
- 痛快TV スカッとジャパン（2021年9月6日、フジテレビ）
- 名医に学ぶ血糖値＆アレルギー世代別健康法！100歳でピンピンピン！（2025年5月27日、フジテレビ） - 鈴木医師　再現ドラマ

### CM
- じゃらん遊び・体験「ゾマホンの仲裁・いちご狩り」篇 (WEB全般)（2022年）
- ジョンソン・エンド・ジョンソン アキュビュー オアシス マルチフォーカル「スマート老眼ケア後のひとみ」篇（2022年） - ニューホームタナカ 代表取締役 田中武
- 大正製薬 おなかの脂肪が気になる方のタブレット「イモトアヤコ | おなかのうた」篇 （2023年）
- Pococha（ポコチャ）「小さなつながり」篇 （2024年4月）

### 広告
- FC東京×NEW BALANCE(ニューバランス) 父の日限定ver（2023年6月18日）